# Samsung Galaxy Note 8
Samsung Galaxy Note 8 (prodáván jako Samsung Galaxy Note8) je Android phablet navržený, vyvinutý a prodávaný společností Samsung Electronics. Phablet byl představen 23. srpna 2017 a je nástupcem phabletu Samsung Galaxy Note 7 a Note Fan Edition.

## Historie
Samsung 20. července 2017 vydal na Twitteru teaser, ve kterém je zatemněné zařízení se stylusem a s datem představení.

## Specifikace

### Hardware
Note 8 je poháněn procerorem Exynos 8895 nebo Snapdragon 835 procesor, v závislosti na geografické oblasti. Galaxy Note 8 má 6,3-palcový 1440p Super AMOLED displej se zaoblenými hranami podobný Galaxy S8, ale s mírně větší plochou povrchu. Note 8 je první zařízení od Samsungu s duálním fotoaparátem. První fotoaparát má 12 Mpx širokoúhlý objektiv s f/1.7 clonou a druhý fotoaparát má 12 Mpx teleobjektiv s clonou f/2.4, která je vybavena optickou stabilizací obrazu.
Speciální edice (také označovaná jako Samsung Galaxy Note 8 Olympic Edition) vyrobená pro Zimní olympijské hry 2018 byla vyrobena s bílými zády, zlatými akcenty a tematickými tapetami.  Více informací ve videu Galaxy Note 8: Olympic Limited Edition for 2018 Pyeongchang Winter Games! na YouTube a This is the Olympic Galaxy Note 8 na YouTube.
V Indonésii a některých dalších zemích byl vydán Samsung Galaxy Note 8 Star Wars Edition, více informací ve videu Samsung Galaxy Note8 - Star Wars Edition na YouTube.

### Software
Note 8 byl vydán s Androidem 7.1.1 "Nougat" s uživatelském rozhraní Samsung Experience. Pero S Pen nabízí rozšířené softwarové funkce, včetně funkce "Živá zpráva" pro vytvoření ručně psané poznámky v kombinaci s emotikonami ve formátu Gif.  V aplikaci Fotoaparát umožňuje funkce "Live Focus"  uživatelům nastavit intenzitu rozostření pozadí.
Samsung Galaxy Note 8 obdržel aktualizaci na Android 8.0 "Oreo" 30. března 2018. Softwarová aktualizace přinesla vylepšení a změny v rozhraní s možností Menu na domovské obrazovce. 

## Hodnocení
Testovací společnost fotoaparátů DxOMark, udělila Note 8 94 bodů, které má také iPhone 8 Plus. O několik dní po hodnocení phabletu Note 8 byl testován Google Pixel 2, který získal 98 bodů a porazil oba modely – Note 8 i iPhone 8 Plus. Při testováni společnost zjistila, že Note 8 má lepší optickou stabilizaci obrazu než iPhone X.